# Historique du parcours international du Raja Club Athletic
Pour un article plus général, voir Raja Club Athletic.
Cet article présente l'historique complet des campagnes internationales (hors compétitions africaines et régionales) réalisées par le club marocain de football du Raja Club Athletic depuis 1999, année de sa première participation à une compétition internationale majeure. Club le plus supporté du pays, le Raja est le club marocain le plus titré au niveau international, et il est parmi les clubs les plus prestigieux et les plus couronnés en Afrique.
Le Raja démarre son aventure internationale dans une compétition majeure (hors compétitions africaines et régionales) le dimanche 11 avril 1999 au titre de la finale de la Coupe afro-asiatique des clubs 1998, avec un nul 2-2 à Pohang contre le FC Pohang Steelers. Le premier but de l'équipe dans cette compétition fut marqué par Mustapha Khalif. En s’imposant lors du match retour au Stade Mohamed V (1-0), le Raja s'adjuge son premier titre de la compétition.
Le premier match de l'histoire du Raja CA en Coupe du monde des clubs a lieu le mercredi 5 janvier 2000 au Stade Morumbi de São Paulo, au compte de la phase de poules du Championnat du monde des clubs 2000 avec une défaite 2-0 contre les brésiliens du SC Corinthians. Le premier but de l'équipe dans cette compétition fut marqué le match suivant par Bouchaib El Moubarki contre Al Nasr Riyad.
En 2013, le Raja CA s'incline en finale de la Coupe du Monde des clubs, face aux champions d'Europe en titre, le FC Bayern Munich, en battant respectivement Auckland City FC, le CF Monterrey et l'Atlético Mineiro en demi-finales. Le Raja est le premier club arabe et nord-africain et le deuxième en Afrique à disputer une finale de Coupe du monde.
Cet article retrace uniquement le parcours du Raja CA dans les compétitions internationales, il est donc à distinguer du parcours africain et du parcours arabe du club.

## Palmarès
| Compétitions internationales                                                                                               | Compétitions africaines |
| --- | --- |
| - Coupe du monde des clubs - Participation: 2000 et 2013. - Finaliste: 2013. - Coupe Afro-asiatique (1) - Vainqueur: 1998. | - Ligue des champions de la CAF (3) - Vainqueur: 1989, 1997 et 1999. - Finaliste: 2002. - Coupe de la confédération (2) - Vainqueur: 2018 et 2021. - Supercoupe de la CAF (2) - Vainqueur: 2000 et 2019. - Finaliste: 1998 et 2021. - Coupe de la CAF (1) - Vainqueur en 2003. - Championnat arabe des clubs (2) - Vainqueur: 2006 et 2021. - Finaliste: 1996. - Coupe nord-africaine des clubs champions (1) - Vainqueur: 2015. |

## Meilleurs buteurs
| Nom                  | Buts CDM | Buts en Afrique | Période                       |
| -------------------- | -------- | --------------- | ----------------------------- |
| Mouhcine Iajour      | 2        | 19              | 2004-2007 2012-2014 2017-2019 |
| Mustapha Moustawdae  | 1        | 14              | 1988-2000                     |
| Mohsine Moutouali    | 1        | 7               | 2007-2014 2019-2022           |
| Bouchaib El Moubarki | 1        | 7               | 1999-2001 2010-2012           |
| Abdelilah Hafidi     | 1        | 6               | 2011-2022 2023-               |
| Vianney Mabidé       | 1        | 2               | 2012-2015                     |
| Hilaire Kouko Guehi  | 1        | 1               | 2010-2015                     |
| Chem-Eddine Chtibi   | 1        | 0               | 2012-2014                     |
| Talal El Karkouri    | 1        | 0               | 1995-2000                     |
| Youssef Achami (en)  | 1        | 0               | 1999-2001                     |

| Nom                 | Buts Afro-asi. | Buts en Afrique | Période   |
| ------------------- | -------------- | --------------- | --------- |
| Mustapha Moustawdae | 1              | 14              | 1988-2000 |
| Mustapha Khalif     | 1              | 2               | 1988-1999 |
| Zakaria Aboub       | 1              | 2               | 1999-2002 |

## Parcours

### Coupe du monde des clubs
- Championnat du monde des clubs 2000 : Phase de groupe

| Rang | Équipe         | Pts | J | G | N | P | Bp | Bc | Diff |
| ---- | -------------- | --- | - | - | - | - | -- | -- | ---- |
| 1    | SC Corinthians | 7   | 3 | 2 | 1 | 0 | 6  | 2  | +4   |
| 2    | Real Madrid    | 7   | 3 | 2 | 1 | 0 | 8  | 5  | +3   |
| 3    | Al Nasr Riyad  | 3   | 3 | 1 | 0 | 2 | 5  | 8  | -3   |
| 4    | Raja CA        | 0   | 3 | 0 | 0 | 3 | 5  | 9  | -4   |

| Résultats (▼dom., ►ext.) |     |     |     |     |
| SC Corinthians           |     |     | 2-0 | 2-2 |
| Al Nasr Riyad            | 0-2 |     |     |     |
| Raja CA                  |     | 3-4 |     | 2-3 |
| Real Madrid              |     | 3-1 |     |     |

| Titulaires : |  |
| |  |
| Chadli, El Haimer, Jrindou , El Karkouri, Misbah, Safri, Aboub, Ryahi, Nejjary, Khoubache ( 87e Achami), Moustawdae. · |  |
| Entraîneur : |  |
| Fathi Jamal |  |

| Titulaires : |  |
| |  |
| Chadli, El Haimer, Jrindou , El Karkouri, Misbah, Safri, Aboub, Ryahi, Nejjary, Khoubache ( 87e Achami), Moustawdae. · |  |
| Entraîneur : |  |
| Fathi Jamal |  |

| Titulaires : |  |
| |  |
| Chadli, El Haimer, Jrindou ( 55e Achami), El Karkouri, Misbah, Safri, Aboub, Ryahi ( 55e El Moubarki), Nejjary ( 32e Nater), Khoubache, Moustawdae. · |  |
| Entraîneur : |  |
| Fathi Jamal |  |

| Titulaires : |  |
| |  |
| Chadli, El Haimer, Jrindou ( 55e Achami), El Karkouri, Misbah, Safri, Aboub, Ryahi ( 55e El Moubarki), Nejjary ( 32e Nater), Khoubache, Moustawdae. · |  |
| Entraîneur : |  |
| Fathi Jamal |  |

| Titulaires : |  |
| |  |
| Chadli, El Haimer, El Karkouri, Kharbouche, Aboub, Khoubache, Ryahi, El Moubarki, Nater ( 90+3e Kharazi), Moustawdae , Achami ( 81e Rizki) · |  |
| Entraîneur : |  |
| Fathi Jamal |  |

| Titulaires : |  |
| |  |
| Chadli, El Haimer, El Karkouri, Kharbouche, Aboub, Khoubache, Ryahi, El Moubarki, Nater ( 90+3e Kharazi), Moustawdae , Achami ( 81e Rizki) · |  |
| Entraîneur : |  |
| Fathi Jamal |  |

- Coupe du monde des clubs 2013 : Finaliste

| Date       | Tour            | Adversaire               | Lieu                                | Score | Buteurs                                        |
| ---------- | --------------- | ------------------------ | ----------------------------------- | ----- | ---------------------------------------------- |
| 11/12/2013 | Barrage         | Auckland City FC         | Stade Adrar, Agadir                 | 2-1   | Mouhcine Iajour 39e, Abdelilah Hafidi 90+1e    |
| 14/12/2013 | Quart de finale | Club de Fútbol Monterrey | Stade Adrar, Agadir                 | 2-1   | Chems-Eddine Chtibi 24e, Kouko Guehi 95e       |
| 18/12/2013 | Demi-finale     | Clube Atlético Mineiro   | Grand Stade de Marrakech, Marrakech | 3-1   | Iajour 51e, Moutouali 84e (pen.), Mabidé 90+4e |
| 21/12/2013 | Finale          | FC Bayern Munich         | Grand Stade de Marrakech, Marrakech | 2-0   | -                                              |

Détails des matchs :
| Titulaires : |  |
| |  |
| Askri, El Hachimi, Oulhaj, Benlmaalem, Kerrouchi, Guehi, Erraki, Chtibi ( 74e Kanda), Hafidi ( 90+4e Rahmani). , Moutouali , Iajour ( 85e Mabidé) · |  |
| Entraîneur : |  |
| Faouzi Benzarti |  |

| Titulaires : |  |
| |  |
| Askri, El Hachimi, Oulhaj, Benlmaalem, Kerrouchi, Guehi, Erraki, Chtibi ( 74e Kanda), Hafidi ( 90+4e Rahmani). , Moutouali , Iajour ( 85e Mabidé) · |  |
| Entraîneur : |  |
| Faouzi Benzarti |  |

| Titulaires : |  |
| |  |
| Askri, El Hachimi, Oulhaj, Benlmaalem, Kerrouchi, Guehi, Erraki, Chtibi ( 67e Mabidé), Hafidi ( 81e Salhi). , Moutouali , Iajour ( 109e Coulibaly) · |  |
| Entraîneur : |  |
| Faouzi Benzarti |  |

| Titulaires : |  |
| |  |
| Askri, El Hachimi, Oulhaj, Benlmaalem, Kerrouchi, Guehi, Erraki, Chtibi ( 67e Mabidé), Hafidi ( 81e Salhi). , Moutouali , Iajour ( 109e Coulibaly) · |  |
| Entraîneur : |  |
| Faouzi Benzarti |  |

| Titulaires : |  |
| |  |
| Askri, El Hachimi, Oulhaj, Benlmaalem, Kerrouchi, Guehi, Erraki, Chtibi ( 56e Mabidé), Hafidi ( 76e Kanda). , Moutouali , Iajour ( 88e Coulibaly) · |  |
| Entraîneur : |  |
| Faouzi Benzarti |  |

| Titulaires : |  |
| |  |
| Askri, El Hachimi, Oulhaj, Benlmaalem, Kerrouchi, Guehi, Erraki, Chtibi ( 56e Mabidé), Hafidi ( 76e Kanda). , Moutouali , Iajour ( 88e Coulibaly) · |  |
| Entraîneur : |  |
| Faouzi Benzarti |  |

| Finale                     | Raja CA | 0 - 2   | FC Bayern Munich                | Stade de Marrakech, Marrakech | |
| 21 décembre 2013 19:30 UTC |         | (0 - 2) | 7e Dante · 22e Thiago Alcantara | Spectateurs : 37 774 Diffuseur : Al Jazeera Sport Arbitrage : Sandro Ricci (Principal) Emerson de Carvalho (Assistant) Marcelo Van Gasse (Assistant) Mark Geiger (Quatrième) Sean Hurd (Cinquième) | Spectateurs : 37 774 Diffuseur : Al Jazeera Sport Arbitrage : Sandro Ricci (Principal) Emerson de Carvalho (Assistant) Marcelo Van Gasse (Assistant) Mark Geiger (Quatrième) Sean Hurd (Cinquième) |
| 21 décembre 2013 19:30 UTC | Rapport |         |                                 | Spectateurs : 37 774 Diffuseur : Al Jazeera Sport Arbitrage : Sandro Ricci (Principal) Emerson de Carvalho (Assistant) Marcelo Van Gasse (Assistant) Mark Geiger (Quatrième) Sean Hurd (Cinquième) | Spectateurs : 37 774 Diffuseur : Al Jazeera Sport Arbitrage : Sandro Ricci (Principal) Emerson de Carvalho (Assistant) Marcelo Van Gasse (Assistant) Mark Geiger (Quatrième) Sean Hurd (Cinquième) |

| Raja CA | Bayern Munich |

| G               | 61 | Khalid Askri        |     |     |
| D               | 3  | Zakaria El Hachimi  |     |     |
| D               | 16 | Mohamed Oulhaj      | 55e |     |
| D               | 21 | Adil Kerrouchi      |     |     |
| D               | 27 | Ismail Benlamaalem  |     |     |
| M               | 5  | Mohsine Moutouali   |     |     |
| M               | 8  | Chem-Eddine Chtibi  | 50e |     |
| M               | 18 | Abdelilah Hafidi    | 88e |     |
| M               | 28 | Hilaire Kouko Guehi |     |     |
| M               | 99 | Issam Erraki        |     |     |
| A               | 20 | Mouhcine Iajour     | 78e |     |
| Remplacements : |    |                     |     |     |
| M               | 24 | Vianney Mabidé      | 50e |     |
| D               | 17 | Rachid Soulaimani   | 78e | 79e |
| A               | 10 | Badr Kachani        | 88e |     |
| Entraîneur :    |    |                     |     |     |
| Faouzi Benzarti |    |                     |     |     |

| G               | 1  | Manuel Neuer     |     |
| D               | 4  | Dante            | 7e  |
| D               | 13 | Rafinha          |     |
| D               | 17 | Jérôme Boateng   |     |
| D               | 21 | Philipp Lahm     |     |
| D               | 27 | David Alaba      |     |
| M               | 6  | Thiago Alcantara | 22e |
| M               | 7  | Franck Ribéry    |     |
| M               | 11 | Xherdan Shaqiri  | 80e |
| M               | 39 | Toni Kroos       | 76e |
| A               | 25 | Thomas Müller    | 60e |
| Remplacements : |    |                  |     |
| M               | 8  | Javi Martínez    | 60e |
| M               | 9  | Mario Mandžukić  | 76e |
| A               | 19 | Mario Götze      | 80e |
| Entraîneur :    |    |                  |     |
| Pep Guardiola   |    |                  |     |

### Coupe afro-asiatique
- Coupe afro-asiatique des clubs 1998 : Vainqueur

| Titulaires :                                                                                                  |  |
| |  |
| Chadli, Fahmi , El Haimer, El Karkouri, Jrindou, Safri, El Karkouri, Ouchrif, Rimi, Khalif, Moustawdae, Londo |  |
| Entraîneur :                                                                                                  |  |
| Oscar Fulloné                                                                                                 |  |

| Titulaires :                                                                                                  |  |
| |  |
| Chadli, Fahmi , El Haimer, El Karkouri, Jrindou, Safri, El Karkouri, Ouchrif, Rimi, Khalif, Moustawdae, Londo |  |
| Entraîneur :                                                                                                  |  |
| Oscar Fulloné                                                                                                 |  |

| Titulaires :                                                                                                  |  |
| |  |
| Chadli, Fahmi , El Haimer, El Karkouri, Jrindou, Safri, El Karkouri, Ouchrif, Rimi, Khalif, Moustawdae, Londo |  |
| Entraîneur :                                                                                                  |  |
| Oscar Fulloné                                                                                                 |  |

| Titulaires :                                                                                                  |  |
| |  |
| Chadli, Fahmi , El Haimer, El Karkouri, Jrindou, Safri, El Karkouri, Ouchrif, Rimi, Khalif, Moustawdae, Londo |  |
| Entraîneur :                                                                                                  |  |
| Oscar Fulloné                                                                                                 |  |